# 수호이 Su-9
수호이 Su-9(러시아어: Сухой-9, NATO 보고명: Fishpot)는 소련이 개발한 단일 엔진, 전천후의 미사일 장착 요격기이다.

## 운용국
- 소련

## 같이 보기
연관 개발
- 수호이 Su-11